# Anisodes belgaumensis
Anisodes belgaumensis là một loài bướm đêm trong họ Geometridae.